# Hipoteza pomostowa
Hipoteza pomostowa – jedna z teorii geotektonicznych powstałych w XIX wieku. Z uwagi na znalezienie licznych dowodów na łączność pomiędzy kontynentami w różnych epokach geologicznych postulowano istnienie pomostów lądowych między kontynentami, które później zapadły się.
Koronnymi argumentami na istnienie pomostów lądowych było występowanie tych samych gatunków fauny i flory na obu brzegach dzisiejszych oceanów. Chodzi tu o gatunki, które nie były w stanie przebyć oceanów. Na dwóch brzegach oceanów istnieją też podobne struktury geologiczne.
Obalona w wyniku badań gęstości skał budujących poszczególne warstwy skorupy ziemskiej – hipoteza izostazji. Mimo zanegowania możliwości zapadania się fragmentów skorupy kontynentalnej w oceanicznej, w mocy pozostały wszystkie argumenty dowodzące łączności między kontynentami – Europą i Afryką a obu Amerykami, Afryką, Indiami i Azją, Azją i Australią, Australią i Ameryką, Antarktydą i Ameryką Południową, Afryką i Australią.
Po obaleniu hipotezy pomostowej wyjaśnieniem tych i innych zjawisk (takich jak powiązania kontynentów w poprzek oceanów) zajęła się późniejsza teoria Wegenera rozwinięta w tektonikę płyt, a następnie terranów oraz hipoteza ekspandującej Ziemi.